# Каэн, Огюст Николя
Огюст Николя Каэн (фр. Auguste-Nicolas Caïn; 4 ноября 1822, Париж — 6 августа 1894, там же) — французский скульптор и медальер. Отец художников и литераторов Анри и Жоржа Каэнов.
Вначале был резчиком из дерева и лишь позже учился ваянию у Франсуа Рюда. Изображал почти исключительно животных — сперва только маленьких, затем уже отдельные фигуры и группы крупных хищных птиц и зверей, — и достиг в анималистической скульптуре большого мастерства и выразительности. Самое большое его произведение — памятник герцога Карла II Брауншвейгского, воздвигнутый в Женеве в 1879 году: роскошное сооружение, увенчанное бронзовой конной статуей герцога и украшенное колоссальными фигурами двух львов и двух грифов из красного мрамора. Другие известные работы Каэна — бронзовые композиции Лев и Львица (1854) в Одессе, «Тигр, попирающий крокодила» (1873) и «Два льва, нападающие на кабана» (1882) в саду Тюильри, «Нубийский лев и его добыча» (1870) в Люксембургском саду и другие.